# Marree Man

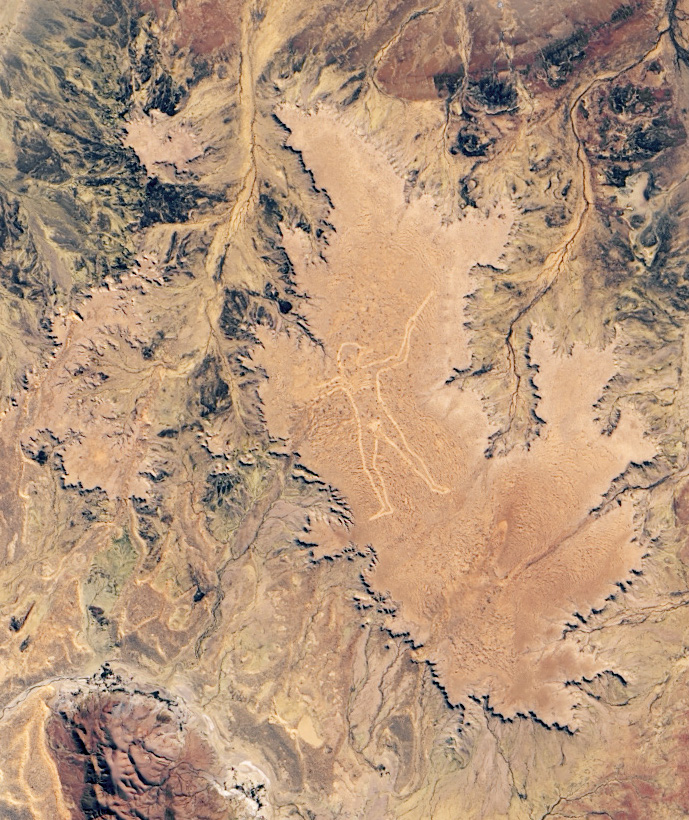
Marree Man i centrala Australien. Fotografi taget 28 juni 1998

Marree Man, eller Stuarts jätte, som den blev kallad i anonyma pressmeddelanden (efter John McDouall Stuart), är en australiensisk geoglyf som upptäcktes från luften den 26 juni 1998. Geoglyfen återfinns på en platå vid Finnis Springs sex mil väster om samhället Marree i centrala South Australia. 
Den verkar föreställa en manlig australiensisk inföding, som jagar fåglar eller wallabyer med en kastpinne. Figuren är 2,7km lång, med en omkrets på 15–28 km. Det är den största kända geoglyfen i världen, men trots sin storlek är ursprunget höljt i dunkel, då inte ett enda vittne trätt fram för att berätta om skapandet av denna jätte.